# Psicologia jurídica
A psicologia jurídica, é uma vertente de estudo da psicologia, consistente na aplicação dos conhecimentos psicológicos aos assuntos relacionados ao direito, principalmente quanto à saúde mental, quanto aos estudos sócio-jurídicos dos crimes e quanto a personalidade da pessoa natural e seus embates subjectivos. Por este motivo, a psicologia forense tem se dividido em outros ramos de estudo, de acordo com as matérias a que se referirem. Segundo Gonçalves e Brandão na apresentação do livro que organizaram, auxilia a avaliação da veracidade e a validade do testemunho, produzindo diagnósticos e predizendo condutas associadas a processos de tutela, guarda, interdição, progressão e regressão de penas ou medidas socioeducativas entre outras aplicações.

## Áreas
Podemos encontrar os seguintes objectos de estudo e prática:
- Psicanálise forense (mais genérica e aborda o sistema jurídico como um todo sob perspectivas psicológicas;
- Psicologia criminal;
- Psicologia obrigacional e do consumidor (também denominado de psicologia civil);
- Psicologia da família;
- Psicopatologia trabalhista;
- Psicologia judiciária, que também envolvem os cartórios judiciais e extra-judiciais, devido ao aumento significativo de processos;
- Psicologia e direitos humanos.

## Funções
- Avaliação de psicodiagnóstico;
- Assessoramento como perito a órgãos judiciais;
- Intervenção: planejamento e realização de programas de prevenção, tratamento, reabilitação e  Integração ao meio social;
- Planejamento de campanhas de combate à criminalidade;
- Vitimologia: pesquisa e atendimento às vítimas de violência;
- Mediação: alternativas à via judicial.

Dedica-se à protecção da sociedade e à defesa dos direitos do cidadão, através da perspectiva psicológica. Juntamente com a psicanálise forense, constitui o campo de atuação da psicologia conjuntamente com o direito.
Este ramo da psicologia dedica-se às situações que se apresentam sobretudo nos tribunais e que envolvem o contexto das leis. Desse modo, na psicologia jurídica, são tratados todos os casos psicológicos que podem surgir em contexto de tribunal. Dedica-se, por exemplo, ao estudo do comportamento criminoso, ao estudo das doenças envolventes de situações familiares e de separação civil. Clinicamente, tenta construir o percurso de vida dos indivíduos no dia-a-dia na sociedade em constantes relações jurídicas e todos os processos psicológicos que possam conduzido à doenças do consumidor, de estrutura familiar e do trabalho. A psicologia jurídica não se confunde com a psicologia forense, posto que o psicólogo forense, tenta descobrir a raiz do problema, uma vez que só assim se pode partir à descoberta da solução. Descobrindo as causas das desordens, sejam elas mentais e/ou comportamentais, também se pode determinar um processo justo, tendo em conta que estes casos são muito particulares e assim devem ser tratados em tribunal.
O primeiro ramo da psicologia forense a surgir foi a psicologia criminal, pois realiza estudos psicológicos de alguns dos tipos mais comuns de delinquentes e criminosos em geral, como, por exemplo, os psicopatas. De fato, a investigação psicológica desta sub área apresenta, sobretudo, trabalhos sobre homicídios e crimes sexuais, talvez devido à sua índole grave.
A psicologia forense também tem relações com a psicanálise e a sexologia forense, traçando as causas psíquicas que levam certos indivíduos à sexualidade doentia.